# Opeatogenys gracilis
Opeatogenys gracilis é uma espécie de peixe pertencente à família Gobiesocidae.
A autoridade científica da espécie é Canestrini, tendo sido descrita no ano de 1864.

## Portugal
Encontra-se presente em Portugal, onde é uma espécie nativa.

## Descrição
Trata-se de uma espécie marinha. Atinge os 2,98 cm de comprimento total nos indivíduos do sexo masculino.